# Austrothaumalea nudipennis
Austrothaumalea nudipennis är en tvåvingeart som beskrevs av Edwards 1930. Austrothaumalea nudipennis ingår i släktet Austrothaumalea och familjen mätarmyggor. Inga underarter finns listade.